# アイル (ゲームブランド)
アイル (AIL) は、株式会社森田商店によるアダルトゲームブランド。本拠は和歌山県和歌山市にある。

## 概要
デビュー作は1993年の『マハ・バラタ』。続く1994年の第2作『スカーミッシュ』までは一般カテゴリのパソコンゲーム作品であったが、1995年の第3作『デュアルソウル』よりアダルトゲームに転向。
最大の特徴として、凌辱や調教などの鬼畜ものが多数を占め、SMやスカトロ、人体改造（刺青やボディピアスなど）を含むアブノーマルな演出がなされる作品が多い。
設立当初は「アイル」としてメインブランドの単独表記だったが、1998年から2013年の作品には「アイル【チーム・〜】」とサブレーベルを併記されていた。この型式は、1998年12月発売の『脅迫 〜終わらない明日〜』（1996年の『脅迫』のリニューアル作）における「アイル【チーム・Riva】」以降、2013年4月発売の『売淫令嬢 〜周芳院櫻子の罪穢〜』 における「アイル【チーム・SOIF】」まで一貫して採用されている。なお、同年8月発売の『復讐の炎は淫獄の闇に燃え ―極悪女にネット公開で制裁を―』以降は、担当プロデューサーの変更に関わらず「アイル」単独表記が採用されている。
関連ブランドとして、他社が制作したアダルトゲーム作品を販売するブランド「あいりゅ」（1999年 - ）と、BLジャンルの女性向けアダルトゲームを取り扱うブランド「アイン (ein)」（2001年 - ）がある。これら関連ブランドの最新作は、あいりゅが2004年、アインが2007年となっており、2010年代には新作の発表は見られない。それぞれの公式サイトは運営が続けられており、あいりゅ製品は既にロットアップしているが、アイン製品に関しては各販売会社を通じてのダウンロード販売が行われている。
また、DVDプレイヤーズゲーム版に関しては、株式会社アクラスのブランド「アイチェリー」および「プチチェリー」より発売されている。フルプライス商品だった作品はアイチェリーにて、ロープライス商品だった作品はプチチェリーにて取り扱われている。これらコピーライトに関してはサブレーベルには拠らず、すべて「アイル」表記となっている。

## 作品一覧

### 2000年まで
※原則的に初出タイトルのみ掲載。メディア移植版（FD版→CD-ROM版など）・DVDPG版・DL版・廉価版（価格改定版）などは除外。
- 1993年1月2日 - マハ・バラタ（一般作）
- 1994年4月15日 - スカーミッシュ（R指定）
- 1995年4月15日 - デュアルソウル
- 1995年10月13日 - 魔女狩りの夜に
- 1995年7月14日 - 淫魔制服狩り
- 1996年4月27日 - 脅迫
- 1997年3月7日 - 瑠璃色の雪 〜るりいろのゆき〜
- 1998年6月26日 - 凌辱 〜好きですか?〜
- 1999年8月26日 - M.E.M. 〜汚された純潔〜 （アイル【チーム・ラヴリス】）
- 2000年4月14日 - 真・瑠璃色の雪 〜ふりむけば隣に〜 （アイル【チーム・Riva】）
- 2000年8月11日 - Once more Again （アイル【チーム・TATU】）

### 2001年以降
- 2001年3月16日 - 桜のしずく （アイル【チーム・TATU】）
- 2001年8月17日 - もっとしてして おねーさん （アイル【チーム・MAXi】）
- 2002年1月25日 - ボンデージ・ゲーム 〜深窓の隷嬢達〜 （アイル【チーム・ラヴリス】）
- 2002年5月3日 - エルフィーナ 〜淫夜（よる）へと売られた王国で…〜 （アイル【チーム・Riva】）
- 2003年4月18日 - ジェネ 〜試験管の中の少女達〜 （アイル【チーム・Fun2】）
- 2003年12月5日 - クリスマス★プレゼント （アイル【チーム・Riva】）
- 2004年4月2日 - ナース肉体改造カルテ 〜変態媚肉奴隷開発病棟〜 （アイル【チーム・ラヴリス】）
- 2004年12月17日 - 学園投肛写真 〜変態性癖の目覚め…〜（アイル【チーム・ラヴリス】）
- 2005年4月28日 - 脅迫2 〜傷に咲く花 鮮血の紅〜 （アイル【チーム・Riva】）
- 2006年2月24日 - らぐな☆彡サイエンス （アイル【チーム・る〜にぃ】）
- 2006年4月28日 - ディープ・ボディ 〜変態淫具奴隷調教遊戯〜 （アイル【チーム・ラヴリス】）
- 2006年12月15日 - 魔ヲ受胎セシ処女（おとめ）ノ苦悦 （アイル【チーム・SOIF】）
- 2007年2月16日 - 肛奉巫女 〜純潔ノ肛育姉妹〜 （アイル【チーム・ラヴリス】）
- 2007年4月13日 - 凌母 -Maternity Insult- （アイル【チーム・Fun2】）
- 2007年12月14日 - 牝贄女教師 〜私は彼の前で跪く〜 （アイル【チーム・SOIF】）
- 2008年3月21日 - 性奴調教指導室 〜変態拘束教育課程〜 （アイル【チーム・ラヴリス】）
- 2008年7月25日 - エインズワースの魔物たち （アイル【チーム・る〜にぃ】）
- 2008年11月28日 - 愛奴変態調教倶楽部 （アイル【チーム・ラヴリス】）
- 2009年1月30日 - 愛欲の半ば、陰と陽の慟哭 〜淫辱は制服の下に〜 （アイル【チーム・ドレイク】）
- 2009年3月27日 - くのいち飛鳥 〜吉原遊郭奇談〜 （アイル【チーム・アイシス】）
- 2009年4月24日 - 私の知らない妻（めす）の貌（かお） （アイル【チーム・SOIF】）
- 2009年9月18日 - 桃華（とうか）散る 〜少女剣士の報復は慟哭に満ちて〜 （アイル【チーム・Riva】）
- 2010年6月11日 - 魔ヲ受胎セシ処女（おとめ）ノ苦悦2 （アイル【チーム・SOIF】）
- 2010年10月29日 - 恥感（ちかん） 〜少女は悦楽行きの電車に乗って〜 （アイル【チーム・ドレイク】）
- 2011年9月9日 - 脅迫3 〜遙かに響く光と影の淫哀歌〜 （アイル【チーム・Riva】）
- 2012年2月10日 - レイコ -囚われし女捜査員- （アイル【チーム・ドレイク】）
- 2012年9月28日 - 僕の目の前で××（ばつばつ）される彼女 （アイル【チーム・Riva】）
- 2013年1月11日 - 嬲ラレ姉妹 〜強制コスプレ調教日誌〜 （アイル【チーム・ドレイク】）
- 2013年4月26日 - 売淫令嬢 〜周芳院櫻子の罪穢（ざいえ）〜 （アイル【チーム・SOIF】）
- 2013年8月23日 - 復讐の炎は淫獄の闇に燃え ―極悪女にネット公開で制裁を―
- 2013年12月13日 - よみエッチ！ 〜本好きで妄想系な先輩と、男好きで小悪魔系な先生、でもって僕〜

## エピソード

### 「脅迫」名称使用事件
2002年、イーアンツのZOOMブランドが発売を予定していたアダルトゲーム『脅迫 〜氷川探偵事務所事件ファイル〜』について、アイルが自社製作ゲームにすでに使用している『脅迫』という名称をタイトルに使用していることから様々な誤解が生じるとして担当弁護士を通して名称の使用中止を求める抗議をした。結果、イーアンツがアイルのゲームとは（アイルとイーアンツに資本関係は全く無いことも合わせて）全く無関係であることを厳密に告知することを条件に上記ゲームは予定通りに発売された。

### 回収事件
2004年発売の『ナース肉体改造カルテ』では不具合（一部のCGにモザイク処理適用漏れ）があったとしてソフトが店頭回収されている。同作品はアイル公式HPの製品一覧からは除外されているが、販売分に関してのサポートは通常通りに行われている。パッケージ版については回収後の再発売は行われなかったが、DL版が2005年から販売されている。

### リバ原あき事件
2005年8月、アイル所属のディレクター・原画家のリバ原あき（川原亮俊）がファイル共有ソフト「Winny」を使用したことにより暴露ウイルス「Antinny」に感染し、様々な情報が流出した。その中には次回作の企画書や、Winnyでゲームやアニメなど多数のソフトを不法に入手していた痕跡、匿名掲示板「2ちゃんねる」への専用ブラウザによる書き込み履歴などが含まれていた。特に書き込み履歴には、リバ原が匿名の第三者を装って自社や同僚や取引先などを痛烈に批判した書き込み（誹謗中傷・名誉毀損に類する物を多数含む）、自身の作品『脅迫2』を第三者を装って宣伝するといったステルスマーケティング行為、自身の作品『真・瑠璃色の雪』に出演した女性声優の表名義を故意に暴露した内容（契約時の秘匿義務違反）などが残されていた。
リバ原自身は、同社HPのスタッフ日記「電脳報告書」にて同年8月1日付けで謝罪したほか、アダルトゲーム専門誌『PC Angel』 2006年06月号掲載のコラムに謝罪文を掲載した。処分後の動向としては、2007年4月に発売の『凌母 -Maternity Insult-』にて原画家リバ原あきとして復帰している。

### リバ原あき＝さぶろ〜説
上記の活動停止と関連して、復帰以前の2006年12月の段階において、既に別名義による活動も行われているという見解がある。
同社の作品『魔ヲ受胎セシ処女ノ苦悦』で初出となる原画家さぶろ〜の名義が、リバ原あきの別ペンネームであることは特に明言されていないが、書籍『Lapis lazuli リバ原あき個人画集』において、さぶろ〜名義の作品『魔ヲ受胎セシ処女ノ苦悦』も併せて収録されており、同一人物とみなされている。
この同一人物説についてリバ原あきやさぶろ〜本人からの公式な説明は今のところ行われていない。

#### 別人説
一方では、別名義の同一人物ではなく、完全に別個の人物という見解もある。
原画家としてのさぶろ〜は、他社であるサイバーワークスのTinkerBellブランドでも活動しており、2010年3月18日には別人物であるとの公式発表がなされている。
なお、前述の「リバ原あき事件」より過去の作品において、スタッフクレジットやスタッフルームには「さぶろ〜」名義の使用が確認できる。
スタッフとしての初出クレジットは、姉妹ブランド「アイン (ein)」の『JACKIN -ジャックイン-』（2004年8月13日発売）における「CG担当」となっている。
2009年以降のリバ原あきとさぶろ〜の原画作品は以下のとおりである。
- 2009年03月27日 ［さぶろ〜名義］【アイル】くのいち飛鳥 〜吉原遊郭奇談〜 （アイル【チーム・アイシス】）
- 2009年04月24日 【アイル】私の知らない妻（めす）の貌（かお） （アイル【チーム・SOIF】）
- 2009年09月18日 【アイル】桃華（とうか）散る 〜少女剣士の報復は慟哭に満ちて〜 （アイル【チーム・Riva】）
- 2010年04月23日 ［さぶろ〜名義］（cyberworks）あねぼく〜お姉ちゃんは美人3姉妹〜
- 2010年06月11日 【アイル】魔ヲ受胎セシ処女（おとめ）ノ苦悦2 （アイル【チーム・SOIF】）
- 2010年10月29日 【アイル】恥感（ちかん） 〜少女は悦楽行きの電車に乗って〜 （アイル【チーム・ドレイク】）
- 2011年02月18日 ［さぶろ〜名義］（cyberworks）懲罰指導〜学園令嬢更性計画〜
- 2011年09月09日 【アイル】脅迫3 〜遙かに響く光と影の淫哀歌〜 （アイル【チーム・Riva】）
- 2011年10月21日 ［さぶろ〜名義］（cyberworks）凌成敗！〜学園美少女制裁秘録〜
- 2012年02月10日 【アイル】レイコ -囚われし女捜査員- （アイル【チーム・ドレイク】）
- 2012年04月20日［さぶろ〜名義］ （cyberworks）或ル家族ノ姦系図
- 2012年09月28日 【アイル】僕の目の前で××（ばつばつ）される彼女 （アイル【チーム・Riva】）

両者が同一人物であれば、短期間に全く違った絵柄を並行しつつ原画を大量生産をしていることになる。

## 受賞歴
（18歳未満閲覧禁止のサイトを含みます）
- 肛奉巫女 〜純潔ノ肛育姉妹〜　「美少女ゲームアワード2007」フェチ系作品賞
- 牝贄女教師 〜私は彼の前で跪く　「美少女ゲームアワード2008」ハード系作品賞・金賞
- 私の知らない妻の貌　「萌えゲーアワード2009」ロープライス賞・銀賞
- 桃華散る 〜少女剣士の報復は慟哭に満ちて〜　「萌えゲーアワード2010」エロス系作品賞BLACK・金賞